# (114094) Irvpatterson
(114094) Irvpatterson est un astéroïde de la ceinture principale.

## Description
(114094) Irvpatterson est un astéroïde de la ceinture principale. Il fut découvert le 6 novembre 2002 à Kingsnake par John V. McClusky. Il présente une orbite caractérisée par un demi-grand axe de 3,17 UA, une excentricité de 0,07 et une inclinaison de 8,4° par rapport à l'écliptique.

## Compléments